# 대니얼 터룰로
대니얼 K. 터룰로(영어: Daniel K. Tarullo, 1952년 9월 ~ )는 미국 연방준비제도 이사진의 일원(2009년 이후)이다. 조지타운 대학교 법학센터에서 교수로도 재직하고 있다.
터룰로 이사는 2014년 10월 열린 금융 개혁에 관한 뉴욕의 민간 워크숍에서 "은행이 임직원을 통제할 더 효율적인 조처를 하지 않는다면 금융 규제 및 사법 당국으로부터 더 많은 통제와 처벌을 감수해야 할 것"이라고 강조했다. 이는 월가의 은행들이 부정과 비행을 지속한다면 당국의 강력한 제재가 있을 것임을 경고한 것이다.
2017년 2월, 터룰로는 트럼프 정부 출범 이후 은행 규제 완화 기조에 반발해 미국 연방준비제도 이사직 사임 의사를 표명했다. 2017년 4월, 터룰로는 미국 연방준비제도의 이사직을 사임했다.

## 출생 및 학력
1952년 1월, 터룰로는 매사추세츠주 보스턴에서 출생했다. 1969년 록스베리 라틴 스쿨을 졸업했다. 1973년 조지타운 대학교에서 학사 학위 졸업 후, 1974년 듀크 대학교에서 석사 학위를 졸업했다. 1977년 미시간 로스쿨을 최우등 졸업(Summa Cum Laude)했다.